# بلر اسپیتال
بلر اسپیتال (انگلیسی: Blair Spittal؛ زادهٔ ۱۹ دسامبر ۱۹۹۵) بازیکن فوتبال اهل بریتانیا است.
از باشگاه‌هایی که در آن بازی کرده است می‌توان به باشگاه فوتبال داندی یونایتد و باشگاه فوتبال کویینز پارک اشاره کرد.